# 楷書九十二法
楷書九十二法，是練習楷書的一種方法。清代著名書畫家黄自元在前人經驗的基礎上，對間架結構總結了九十二法，每一條法則都有四個字作為掣例。

## 歷史
近人梁厚甫（1908年－1999年）的《科學書法論》：「『楷書九十二法』，相傳為歐陽詢所創，應不可信，料是清代館閣體「書法家」的創作，而託稱來自歐陽詢的。」梁厚甫認為，清代官場以小楷取士。所謂館閣體的「書法家」，就是那些在「殿試」上邊，企圖寫得一手好字，以考取功名利祿的人，也即是，已成功或尚未成功的翰林們。清代的「殿試策」，寫的是小楷。評核標準有三。第一個要求是整齊，第二個要求是莊重，第三個要求是每字必須是傳統的寫法，不能有帖意（即是不能有書家的結體）。為了達求這些要求，館閣體的「書法家」，就創造出楷書九十二法來。而清代書法家黄自元（1836年－1916年）就著有《間架結構摘要九十二法》。在此書中，黃自元提到：「昔人論間架以有中畫之字為式，論結構以無中畫之字為式，茲此而合之不復區別。」

## 法則

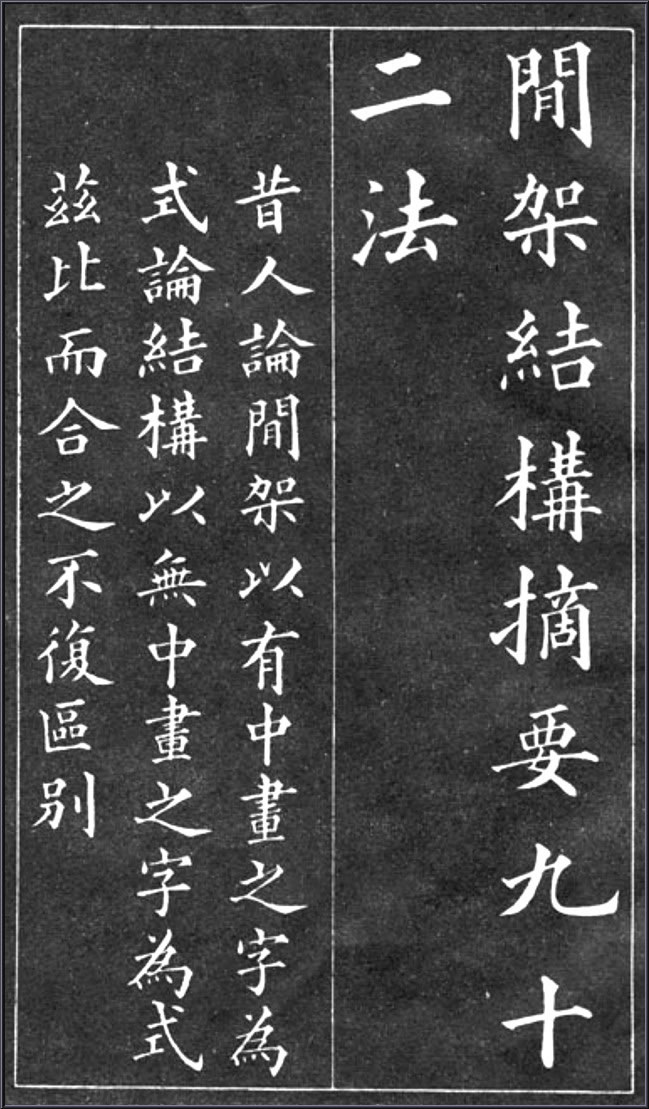
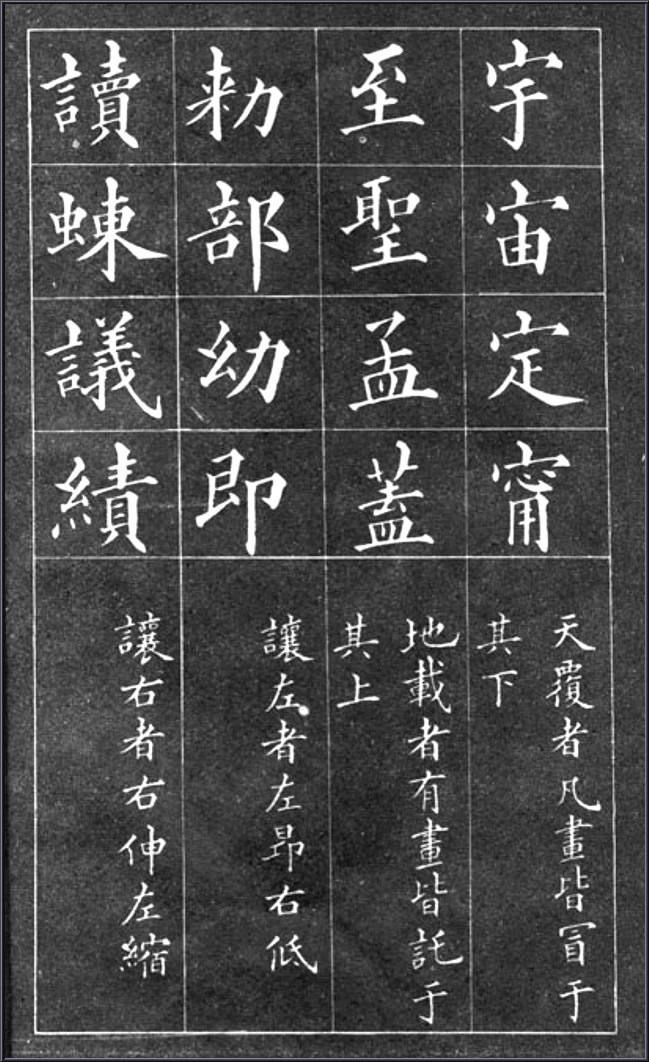
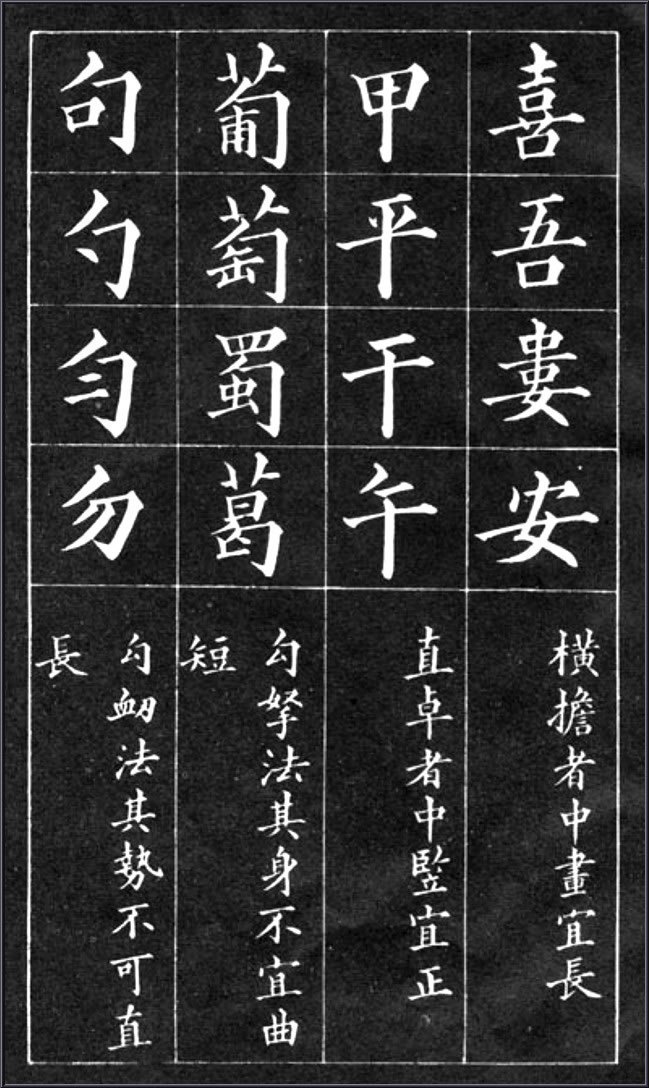
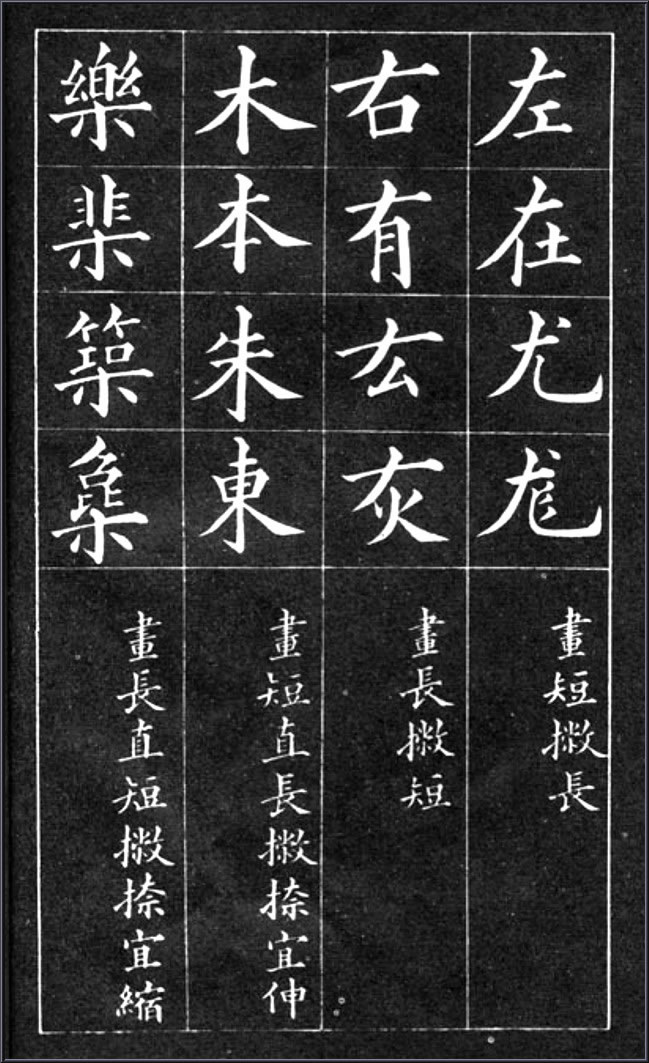
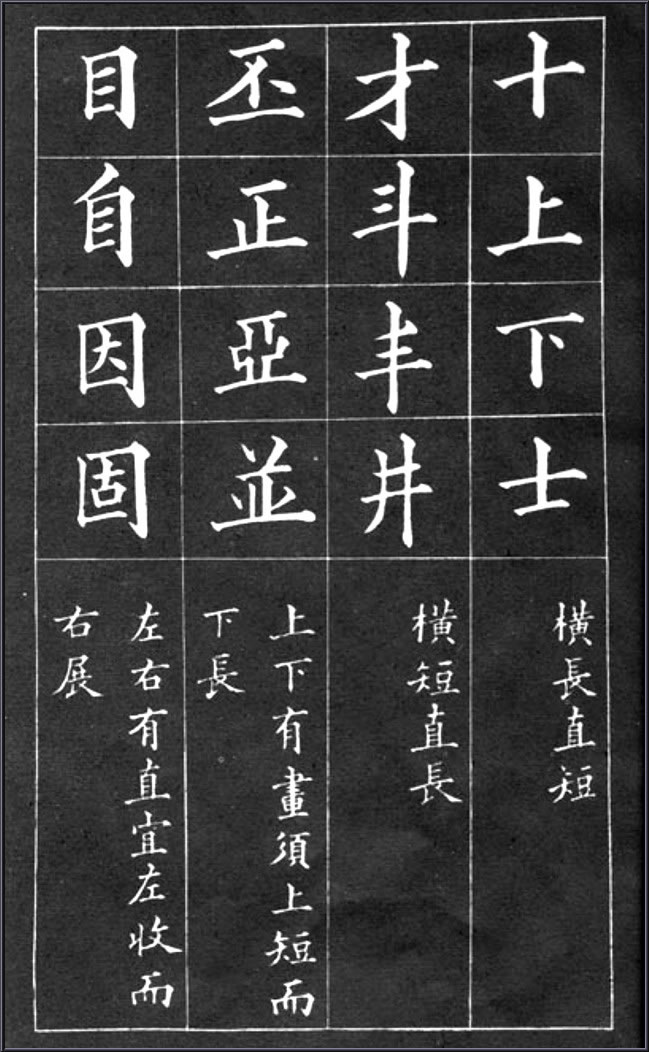
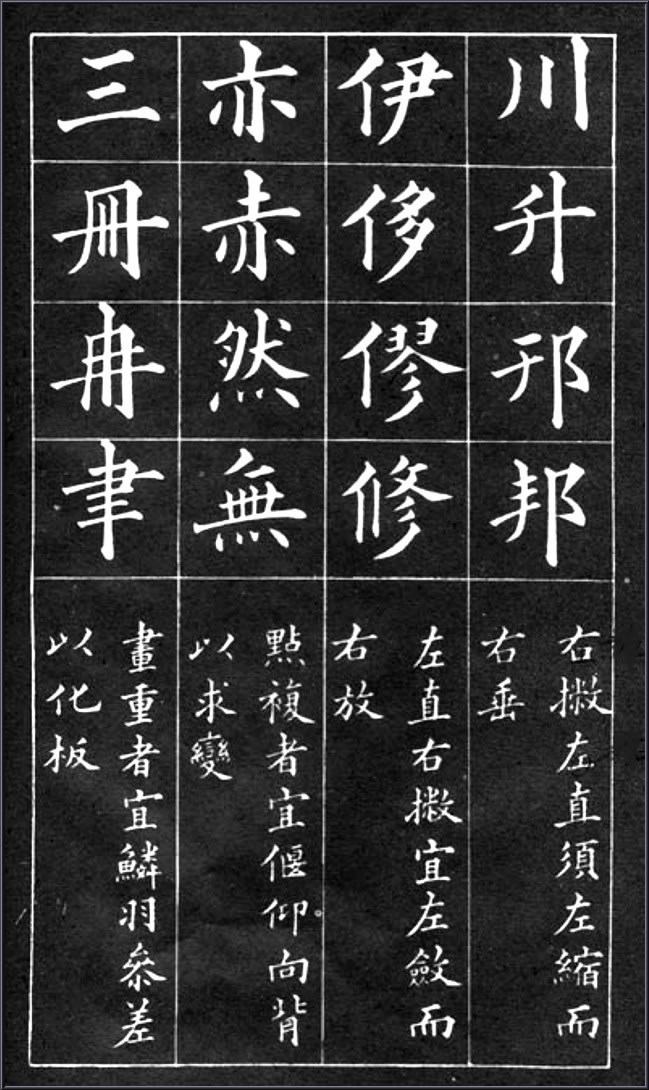
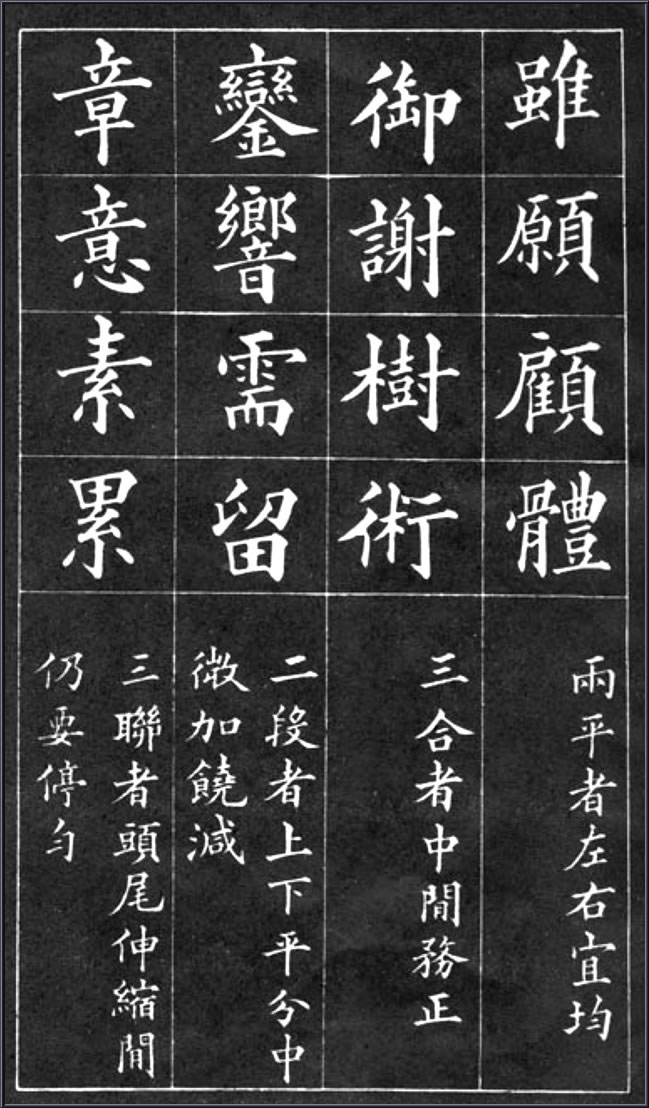
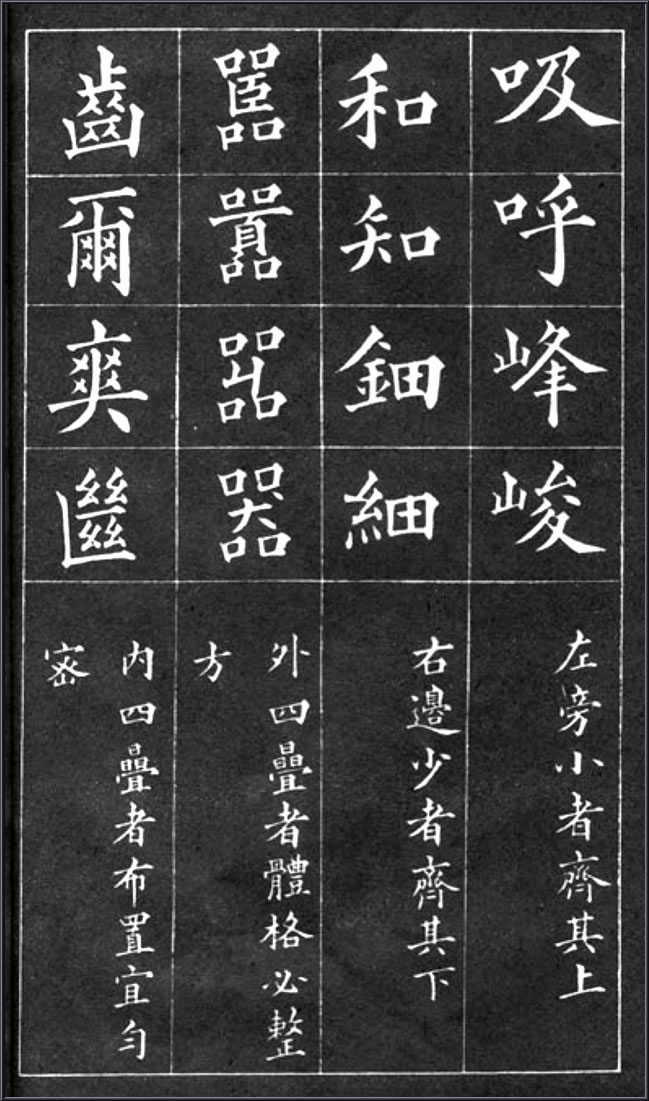
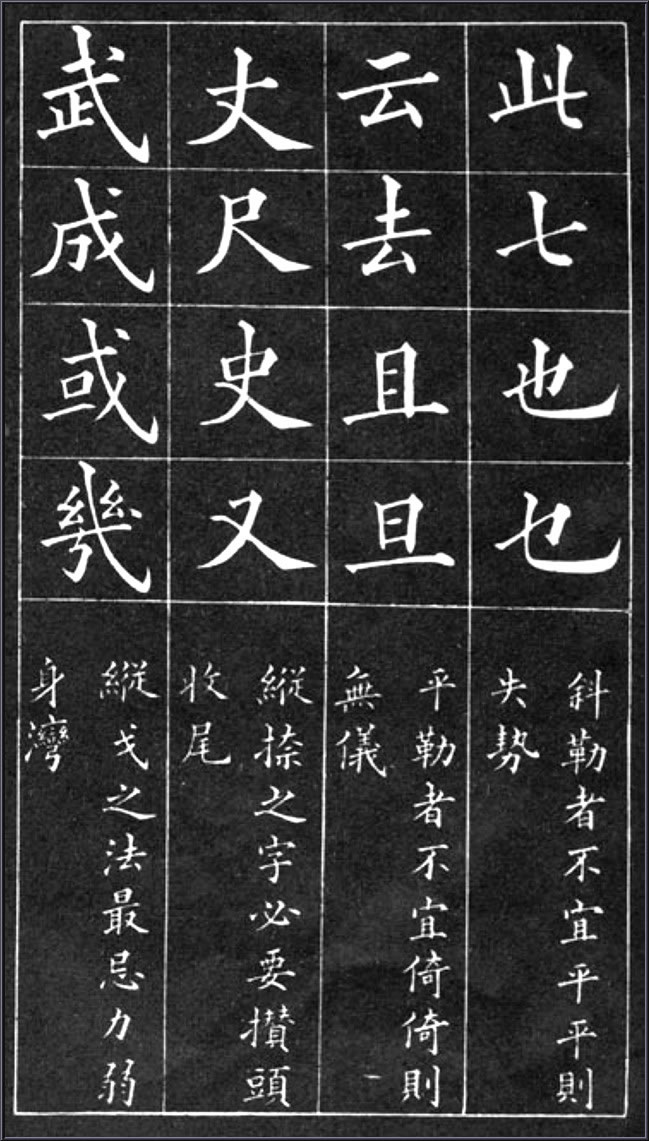
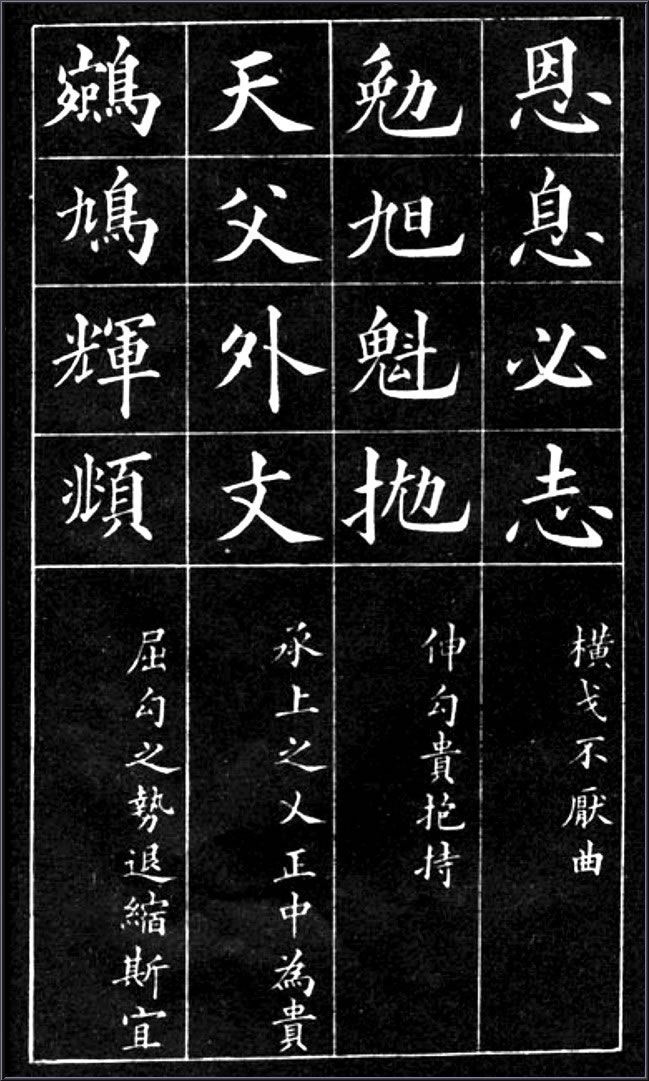
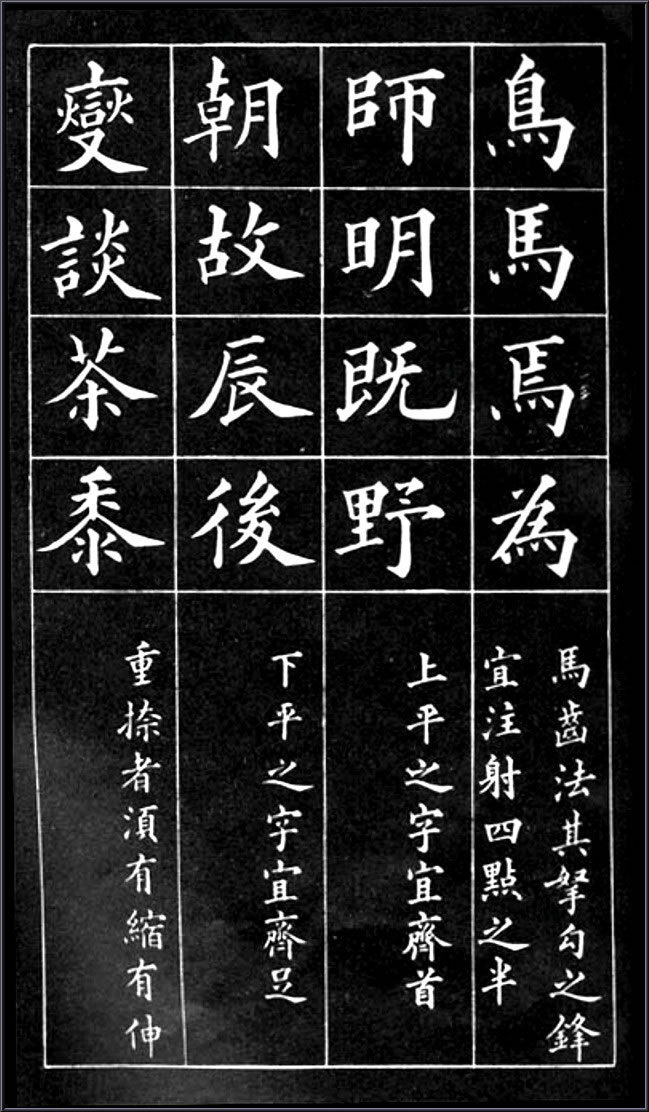
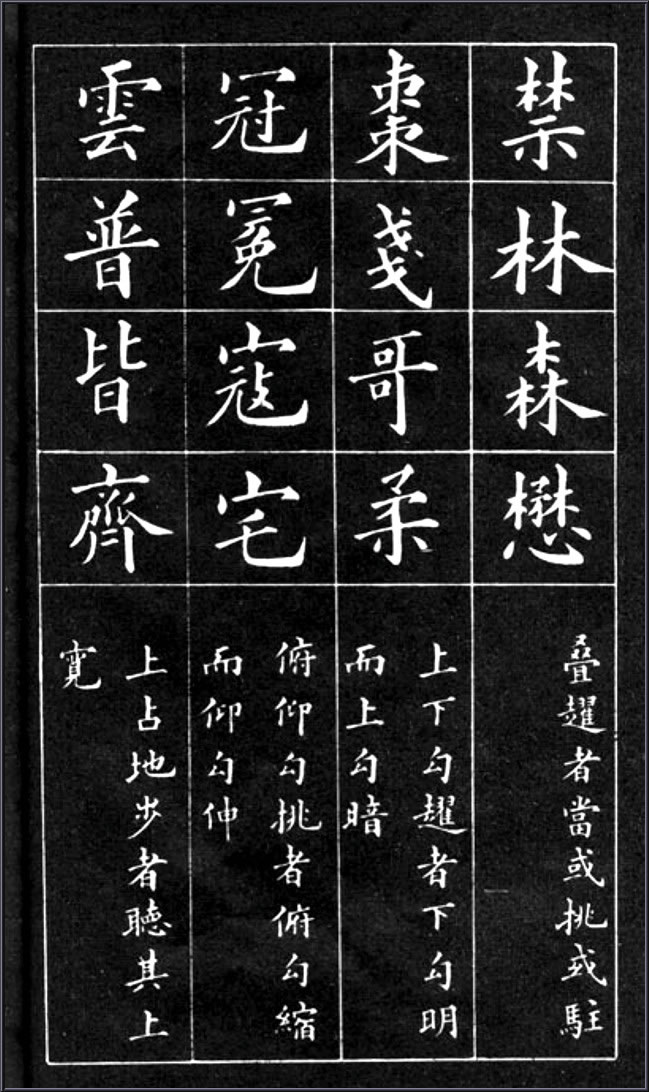
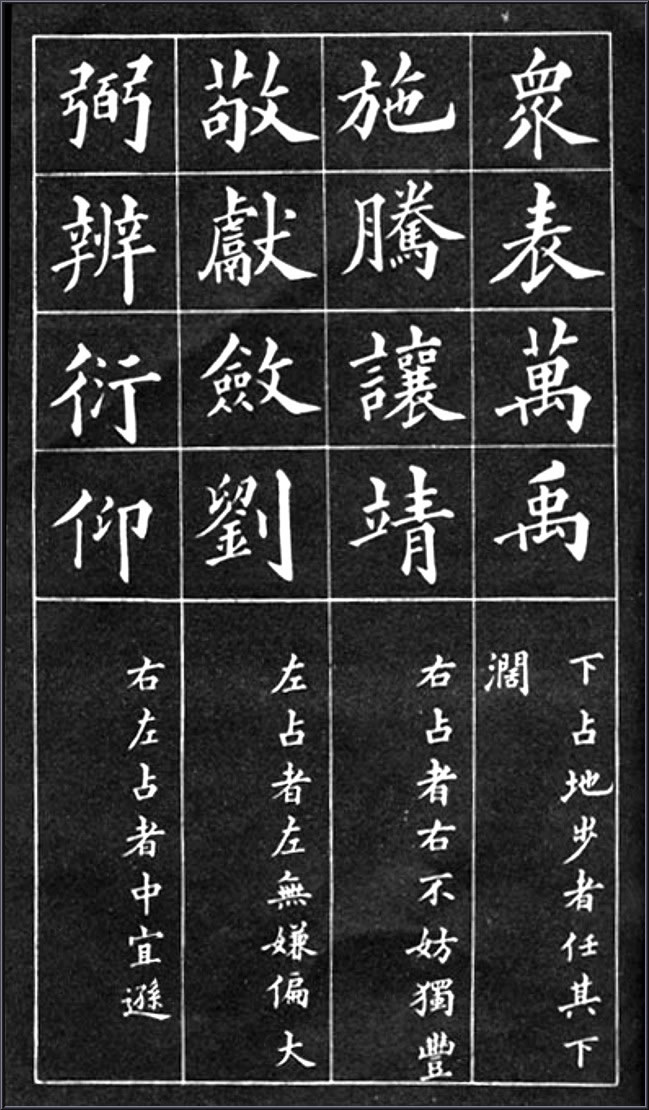
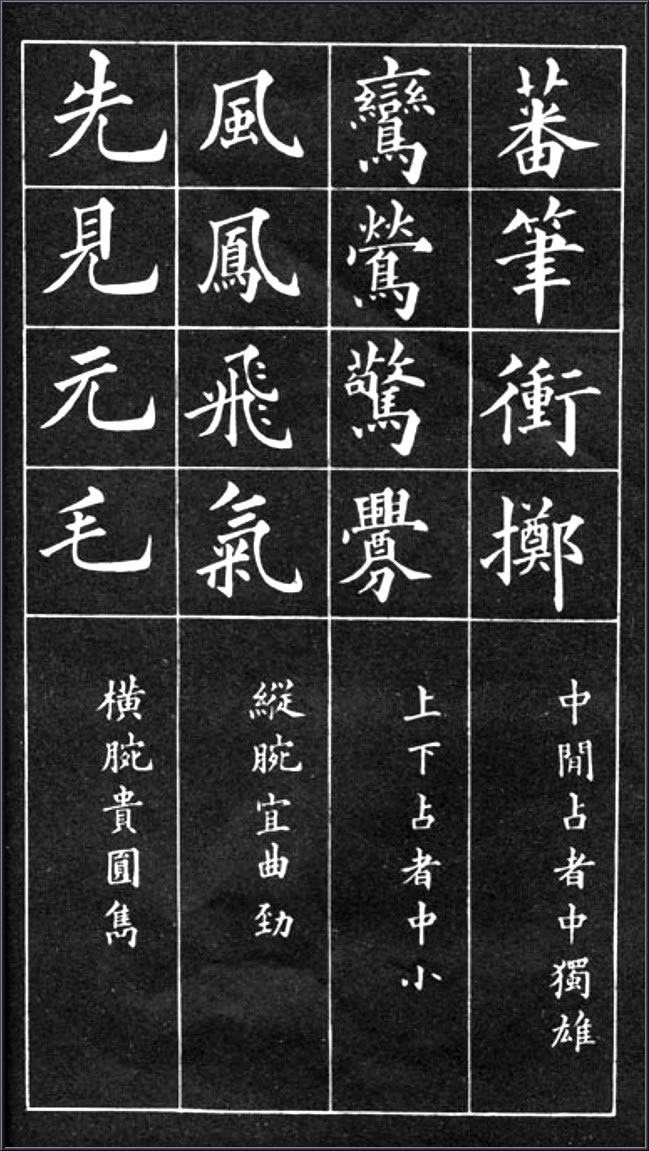
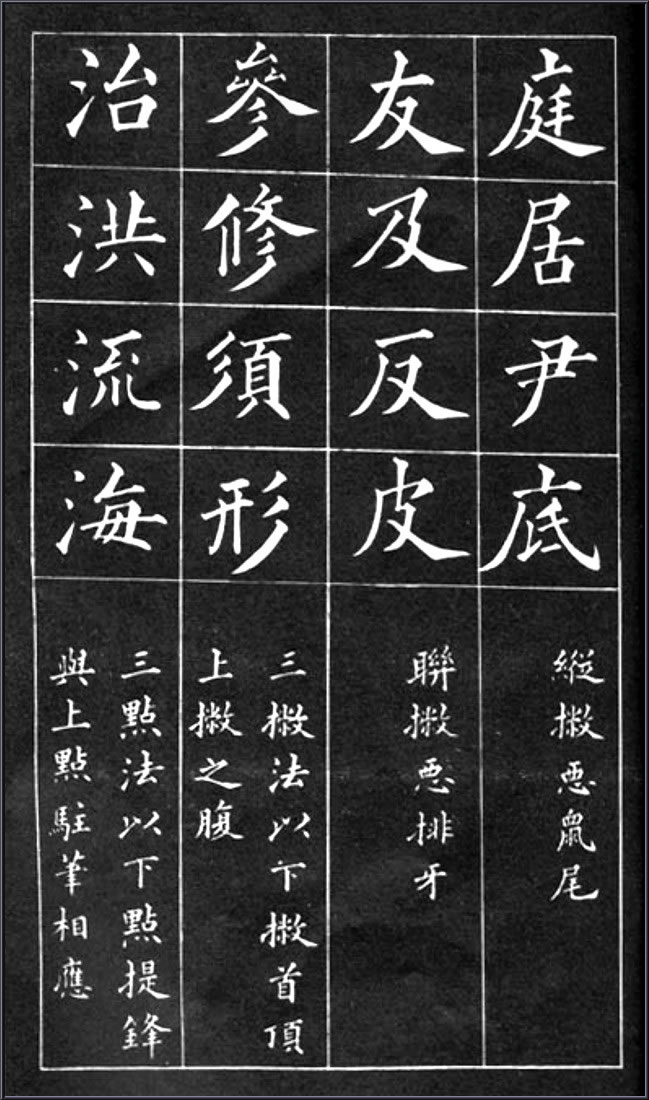
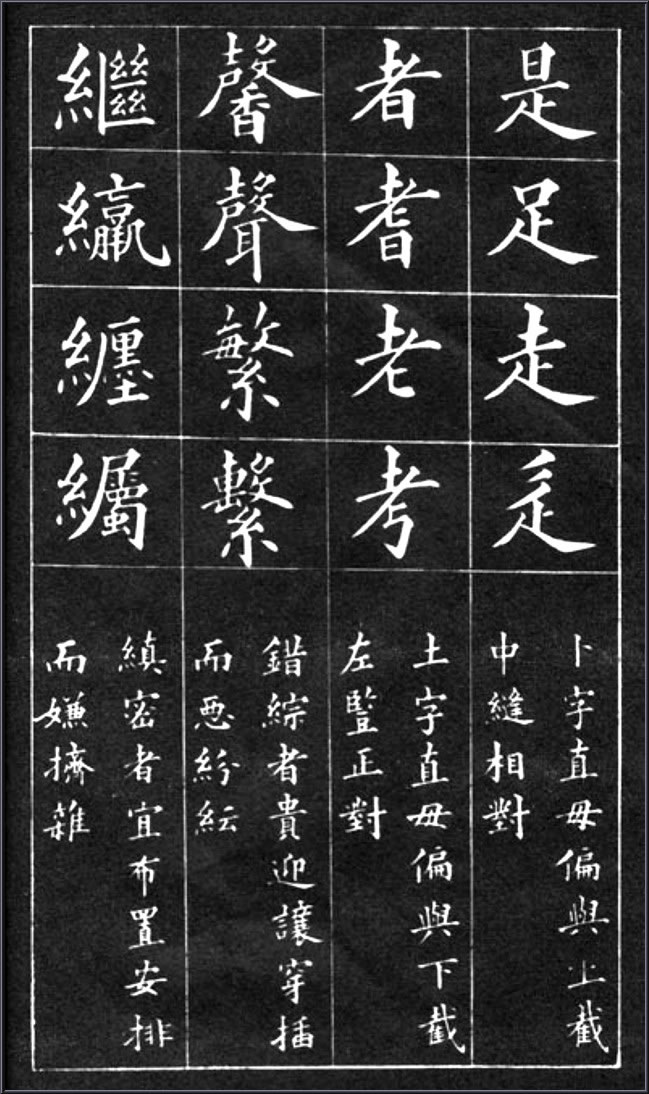
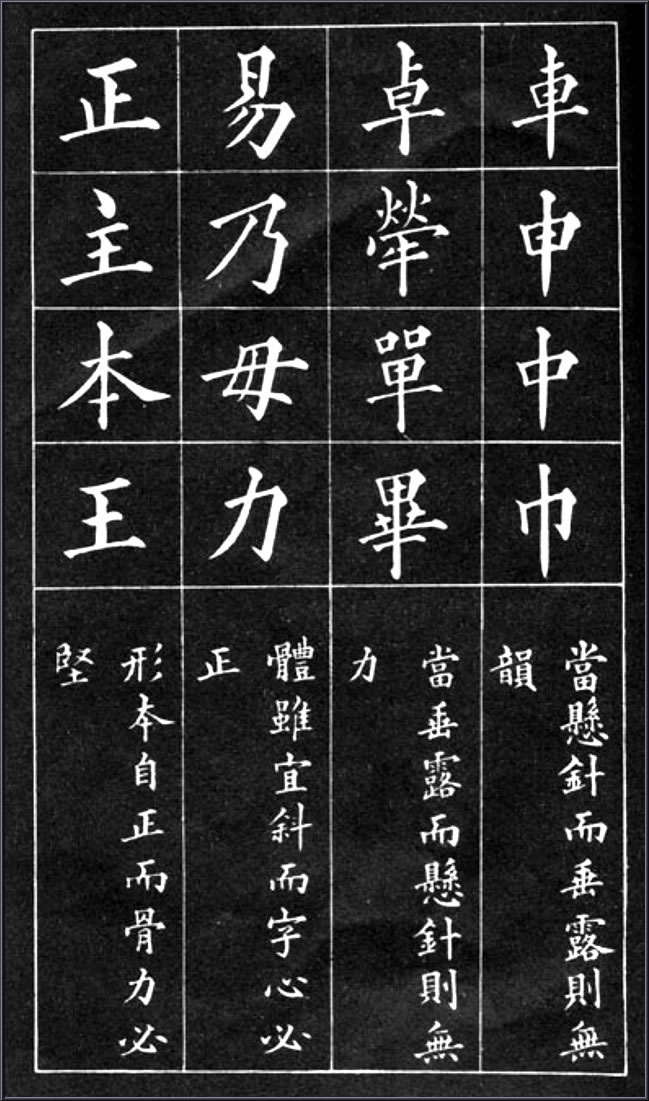
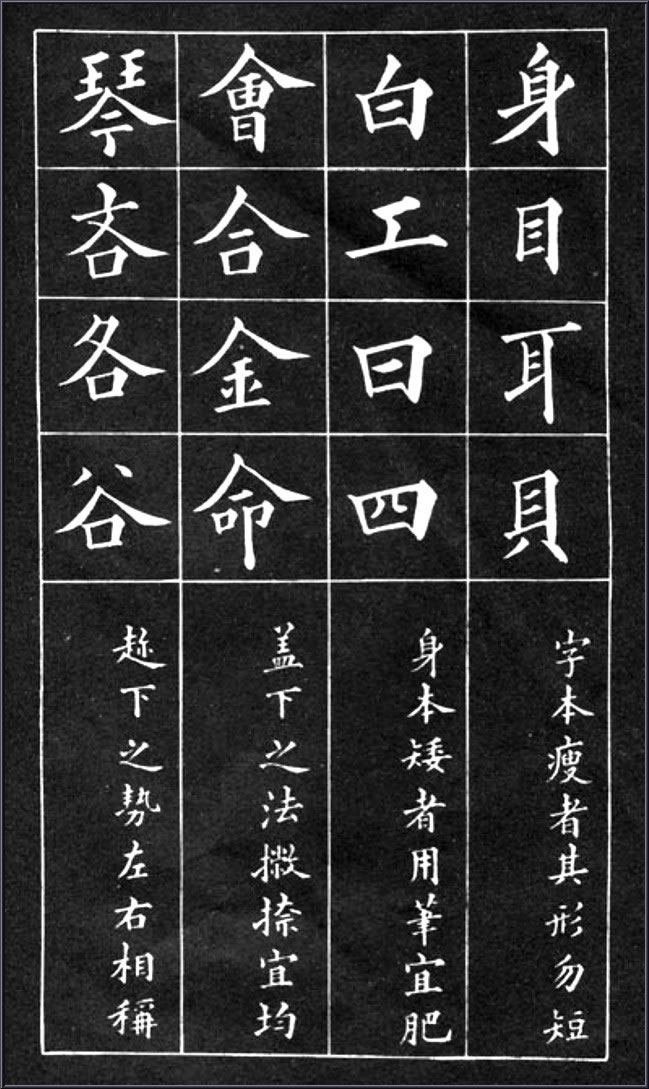
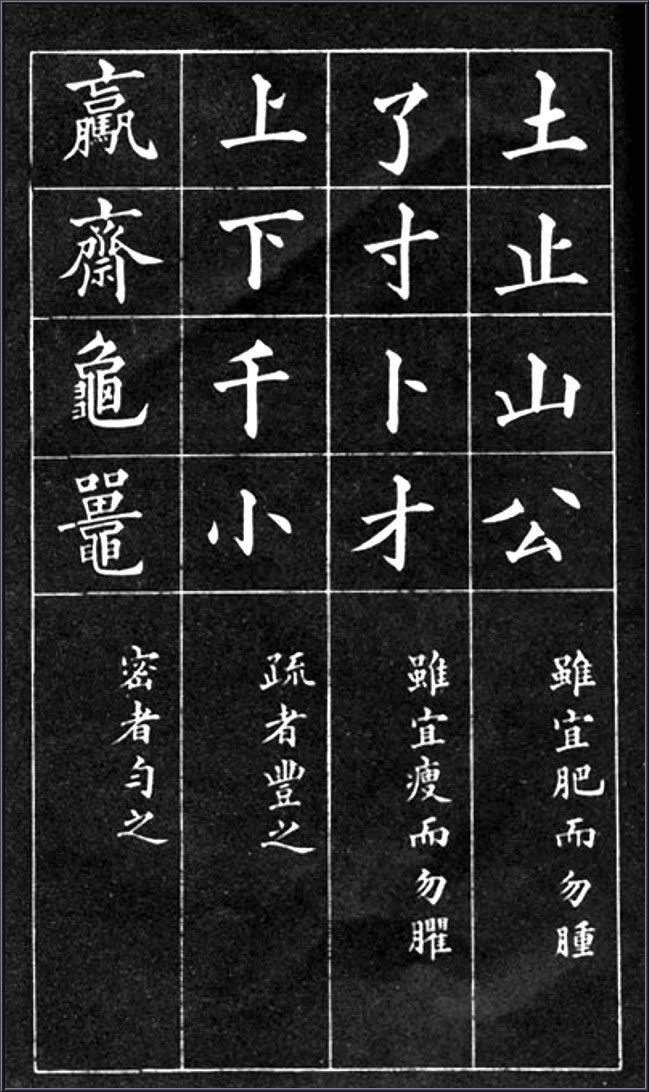
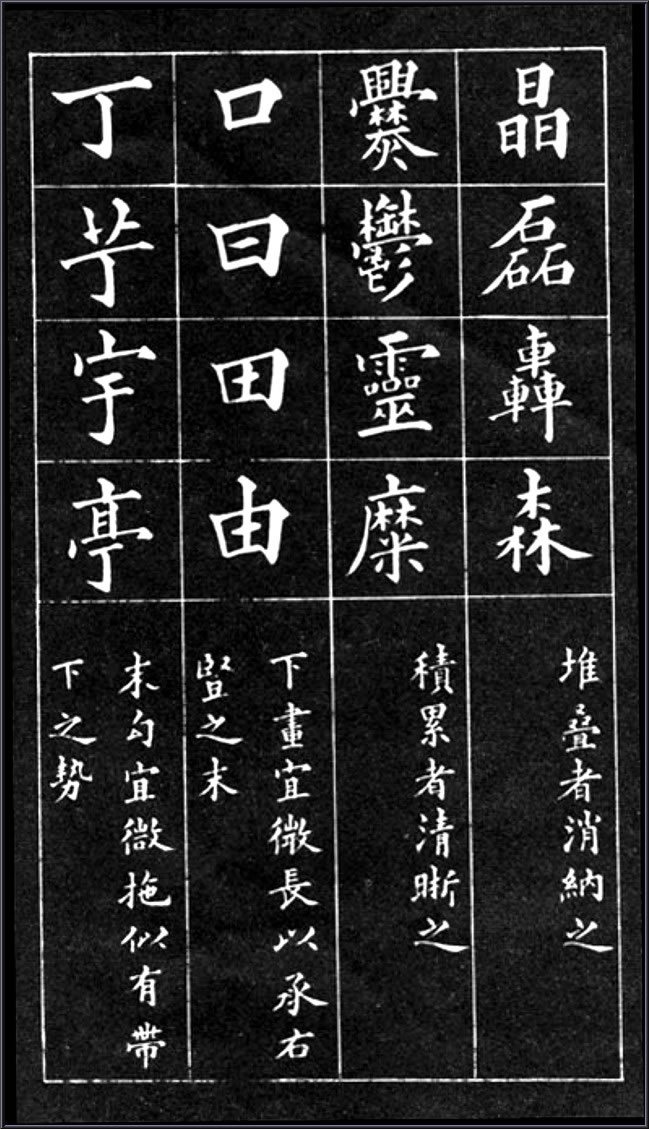
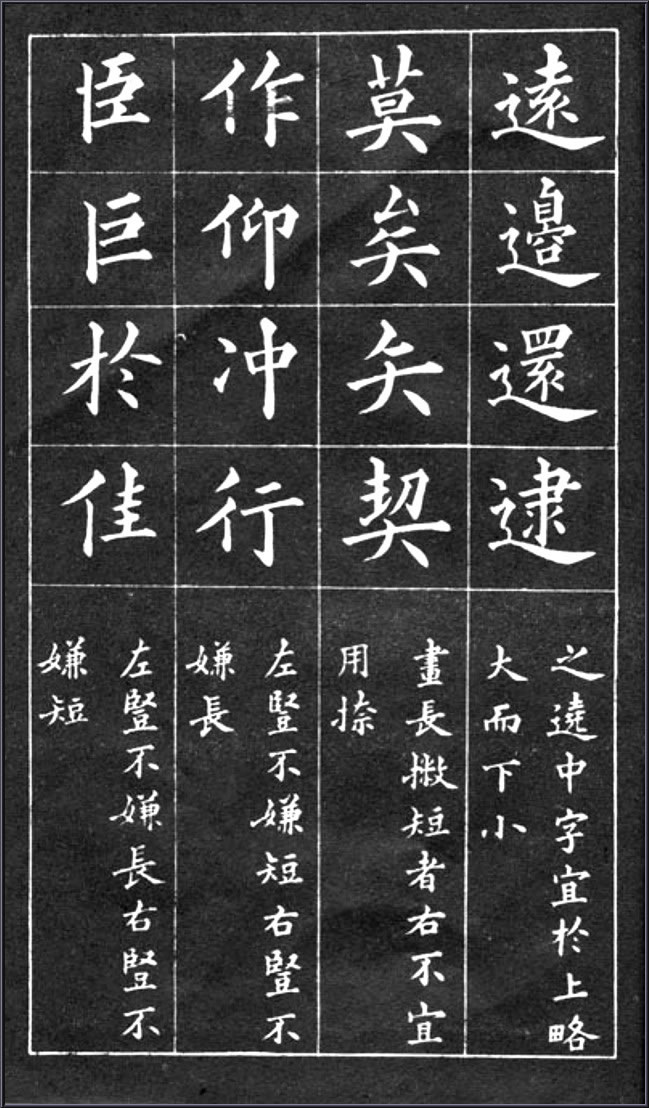
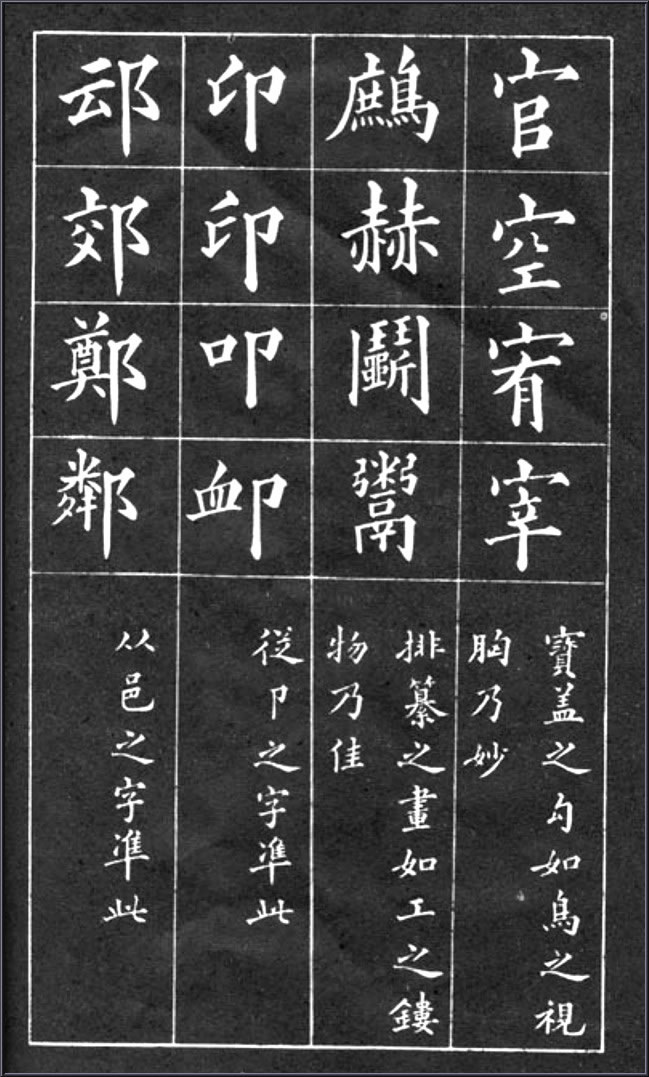
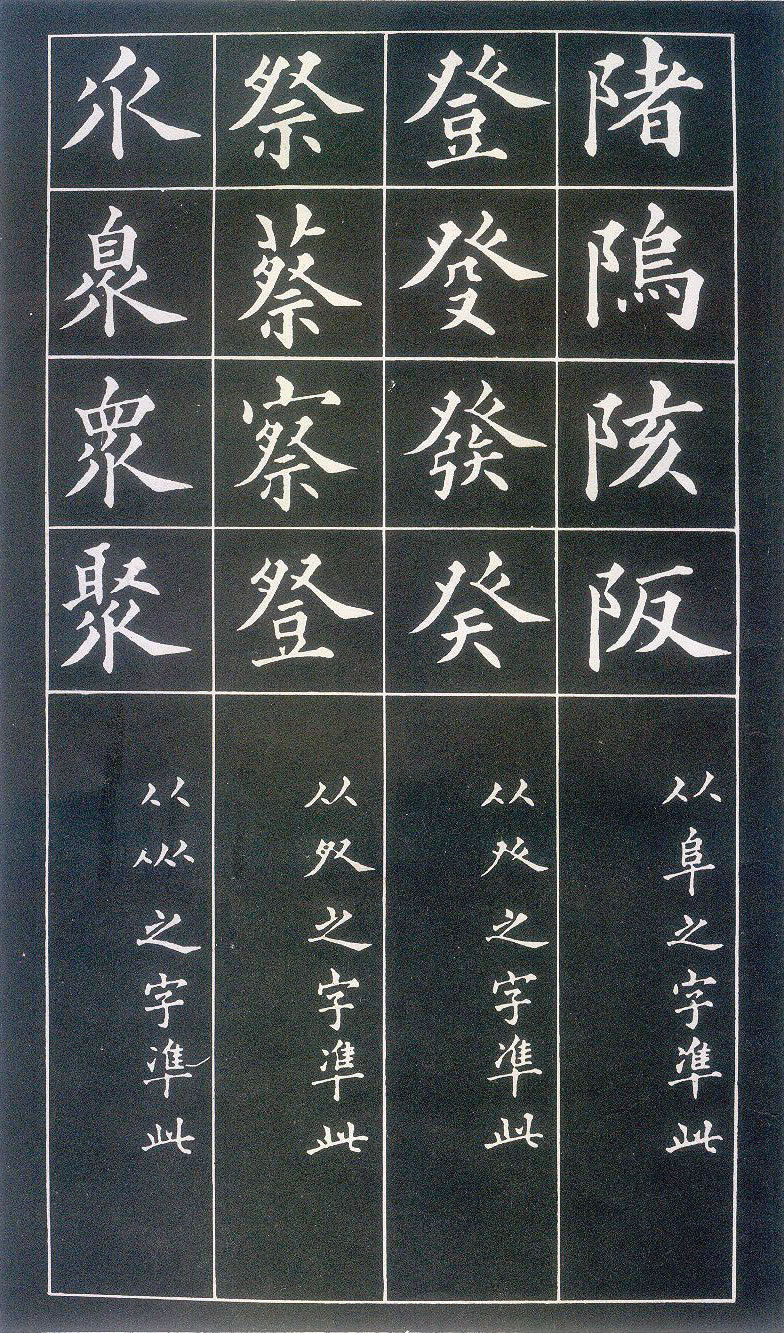
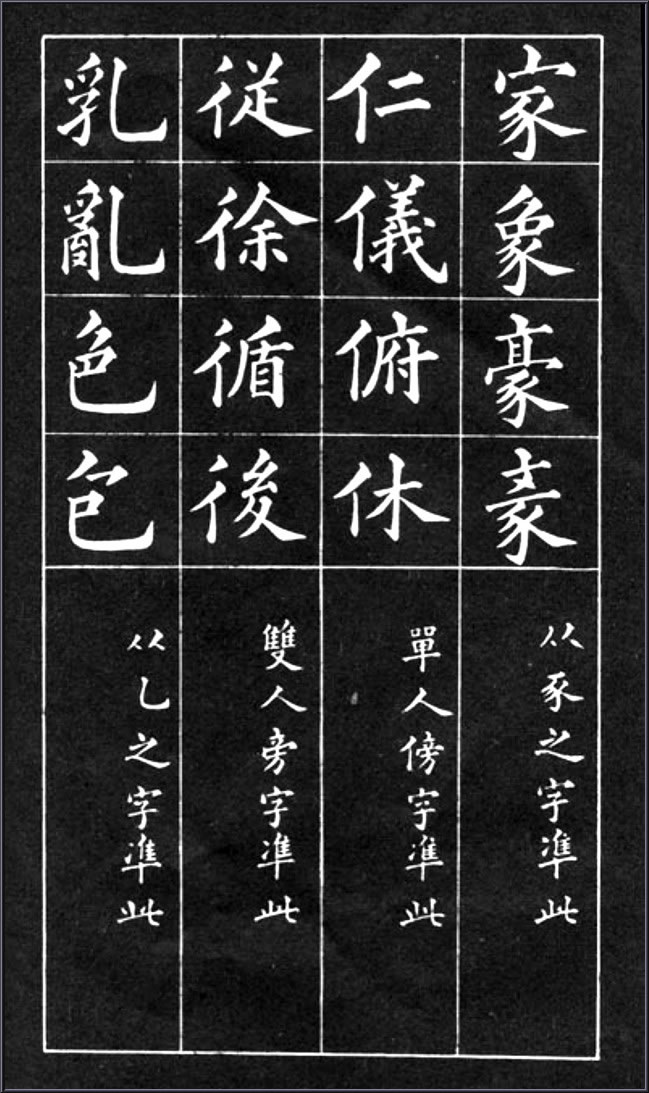
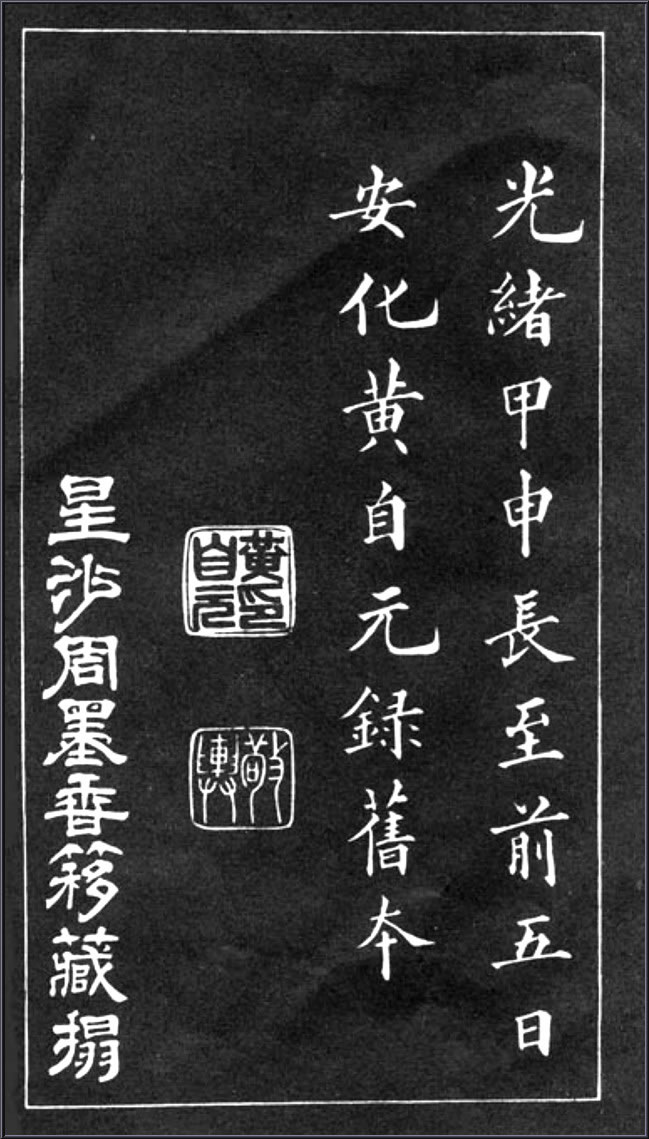

## 法則[3]
1. ：天覆者凡畫皆冒於其下
2. ：地載者有畫皆託於其上
3. ：讓左者左昂右低
4. ：讓右者右伸左縮
5. ：橫擔者中畫宜長
6. 甲平干午：直卓者中豎宜正
7. ：勾拏法其身不宜曲短
8. ：勾衂法其勢不可直長
9. ：畫短撇長
10. 右有厷灰：畫長撇短
11. ：畫短直長撇捺宜伸
12. ：畫長直短撇捺宜縮
13. 十上下士：橫長直短
14. ：橫短直長
15. ：上下有畫須上短而下長
16. 目自因固：左右有直宜左收而右展
17. 川升邗邦：左撇右直須左縮而右垂
18. 伊侈僇修：左直右撇宜左斂而右放
19. ：點複者宜偃仰向背以求變
20. ：畫重者宜鱗羽參差以化板
21. ：兩平者左右宜均
22. ：三合者中間務正
23. ：二段者上下平分中微加饒減
24. 章意素累：三聯者頭尾伸縮間仍要停勻
25. 吸呼峰峻：左旁小者齊其上
26. ：右邊少者齊其下
27. ：外四疊者體格必整方
28. ：內四疊者布置宜勻密
29. 此七也乜：斜勒者不宜平平則失勢
30. 去且旦：平勒者不宜倚倚則無儀
31. 丈尺史又：縱捺之字必要攢頭收尾
32. ：縱戈之法最忌力弱身灣
33. 恩息必志：橫戈不厭曲
34. 勉旭魁拋：伸勾貴抱持
35. 天父外文：承上之乂正中為貴
36. ：屈勾之勢退縮斯宜
37. ：馬齒法其拏勾之鋒宜注射四點之半
38. ：上平之字宜齊首
39. ：下平之字宜齊足
40. ：重捺者須有縮有伸
41. 禁林森懋：疊趯者當或挑或駐
42. ：上下勾趯者下勾明而上勾暗
43. ：俯仰勾挑者俯勾縮而仰勾伸
44. ：上占地步者聽其上寬
45. ：下占地步者任其下濶
46. ：右占者右不妨獨豐
47. ：左占者左無嫌偏大
48. ：左右占者中宜遜
49. ：中間占者中獨雄
50. ：上下占者中小
51. ：縱腕宜曲勁
52. ：橫腕貴圓雋
53. 庭居尹底：縱撇惡鼠尾
54. 友及反皮：聯撇惡排牙
55. ：三撇法以下撇首頂上撇之腹
56. 治洪流海：三點法以下點提鋒與上點駐筆相應
57. 是足走辵：卜字直毋偏與上截中縫相對
58. 者耆老考：土字直毋偏與下截左豎正對
59. ：錯綜者貴迎讓穿插而惡紛紜
60. ：縝密者宜布置安排而嫌擠雜
61. ：當懸針而垂露則無韻
62. ：當垂露而懸針則無力
63. ：體雖宜斜而字心必正
64. ：形本自正而骨力必堅
65. ：字本瘦者其形勿短
66. 白工日四：字本矮者用筆宜肥
67. ：蓋下之法撇捺宜均
68. 琴吝各谷：趁下之勢左右相稱
69. 土止山公：雖宜肥而勿腫
70. 了寸卜才：雖宜瘦而勿臞
71. 上下千小：疏而豐之
72. ：密者勻之
73. ：堆疊者消納之
74. ：積累者清晰之
75. 口曰田由：下畫宜微長以承右豎之末
76. 丁艼宇亭：末勾宜微拖似有帶下之勢
77. ：之遶中字宜扵上略大而下小
78. 莫矣失契：畫長撇短者右不宜用捺
79. 作仰冲行：左豎不嫌短右豎不嫌長
80. 臣巨扵佳：左豎不嫌長右豎不嫌短
81. ：寶蓋之勾如鳥之視胸乃妙
82. ：排摹之畫如工之鏤物乃佳
83. 卬印叩卹：從卩之字準此
84. ：从邑之字準此
85. ：从阜之字準此
86. ：从癶之字準此
87. 祭蔡察登：从祭之字準此
88. ：从之字準此
89. ：从豕之字準此
90. ：單人旁字準此
91. ：雙人旁字準此
92. ：从乚之字準此

## 外部連結
- 黄自元间架结构九十二法 （页面存档备份，存于）